# Tauscha
Tauscha este o comună din landul Saxonia, Germania.